# Česko Slovensko má talent (5. řada)
Pátá řada Česko Slovensko má talent odstartovala na Slovensku 1. září 2015 a v Česku o dva dny později. Do poroty se opět vrátili Jaro Slávik a Lucie Bílá, ke kterým se přidali Jakub Prachař a slovenská herečka Diana Mórová. Moderátory byli Marcel Forgáč a Milan Zimnýkoval, kteří nahradili původní dvojici Jakuba Prachaře a Martina Rausche, který přijal nabídku moderovat čtvrtou řadu SuperStar. Na produkci show se podílela pouze TV JOJ, Prima pouze pomáhala s pořádáním castingů na území Česka, jelikož show neplánovala vysílat. Proto je pátá řada obsazena víceméně Slováky. Později se Prima rozhodla show také odvysílat.
Nově byla pátá řada vysílána dvakrát týdně, na Slovensku ve středu a v sobotu, v Česku ve čtvrtek a v sobotu. Show nemohla být vysílána v neděli, jelikož licence na vysílání pochází od stejné společnosti jako licence k SuperStar, kterou stanice Nova a Markíza uvedly na podzim 2015 v neděli. V pravidlech k těmto licencím je zakázáno vysílat show ve stejný čas.

## Změny formátu
V pátém ročníku se konalo pouze jedno porotcovské semifinálové kolo, naopak se ale zvýšil počet castingových kol. Porotci ve Velkém třesku poslali soutěžící rovnou do finále. Novinkou v soutěži se stal Zlatý buzzer, kterým může porotce poslat soutěžícího rovnou do finále.

## Castingy
| Datum          | Město            | Stát      | Místo                           |
| -------------- | ---------------- | --------- | ------------------------------- |
| 11. dubna 2015 | Bratislava       | Slovensko | Dom odborov                     |
| 11. dubna 2015 | Košice           | Slovensko | Centrum voľného času            |
| 11. dubna 2015 | Námestovo        | Slovensko | Dom kultúry                     |
| 11. dubna 2015 | Spišská Nová Ves | Slovensko | Centrum voľného času            |
| 11. dubna 2015 | Lučenec          | Slovensko | Súkromné gymázium               |
| 11. dubna 2015 | Nové Zámky       | Slovensko | Stredná odborná škola stavebná  |
| 12. dubna 2015 | Prešov           | Slovensko | Základná škola                  |
| 12. dubna 2015 | Banská Bystrica  | Slovensko | Hotel Arcade                    |
| 12. dubna 2015 | Trenčín          | Slovensko | Grand hotel                     |
| 12. dubna 2015 | Bardejov         | Slovensko | Gymnázium Leonarda Stöckela     |
| 12. dubna 2015 | Nitra            | Slovensko | Centrum voľného času            |
| 12. dubna 2015 | Žilina           | Slovensko | Hotel Slovakia                  |
| 18. dubna 2015 | Jihlava          | Česko     | Křesťanská základní škola       |
| 18. dubna 2015 | Plzeň            | Česko     | 16. ZŠ a MŠ                     |
| 18. dubna 2015 | Brno             | Česko     | Základní škola a mateřská škola |
| 18. dubna 2015 | Praha            | Česko     | VOŠ a SPŠ dopravní              |
| 19. dubna 2015 | Olomouc          | Česko     | ZŠ a MŠ logopedická             |
| 19. dubna 2015 | Ústí nad Labem   | Česko     | OA a jazyková škola             |
| 19. dubna 2015 | Ostrava          | Česko     | Střední škola elektrotechnická  |
| 19. dubna 2015 | Liberec          | Česko     | ZŠ s rozšířenou výukou jazyků   |

| Datum                                | Město      | Stát      | Místo              |
| ------------------------------------ | ---------- | --------- | ------------------ |
| 3.-5. června 2015 7.-10. června 2015 | Bratislava | Slovensko | Incheba Expo Aréna |

## Zlatý buzzer
Novinkou této řady byl také zlatý bzučák, neboli zlatý buzzer. Pomocí Zlatého buzzeru mohou porotci a moderátoři poslat soutěžícího z castingu rovnou do finále. Každý porotce ho může udělit jen jednou.

### Seznam soutěžících oceněných zlatým buzzerem
| Soutěžící                | Věk         | Žánr/Talent | Původce       |
| ------------------------ | ----------- | ----------- | ------------- |
| Francisco Rojas Dyvinetz | 36 let      | Akrobacie   | Lucie Bílá    |
| Jana Šifrová             | 35 let      | Zpěv        | Jakub Prachař |
| Mirror Family            | 17-21 let   | Tanec       | Diana Mórová  |
| Anette & Yannick         | 31 a 33 let | Tanec       | Jaro Slávik   |
| Roboti                   | 31-39 let   | Zpěv        | celá porota   |

## Semifinále (18. listopadu)
| Legenda | Červený bzučák | Hlas porotce | Vítěz hlasování diváků |

Semifinále proběhlo 18. listopadu 2015, živě ho odvysílala pouze slovenská televize JOJ, TV Prima vysílala živě pouze na webových stránkách pořadu a záznam nabídla na svém kanále o den později. Soutěžící do semifinále vybrala porota a diváci svými SMS hlasy rozhodli o postupu dvou soutěžících do finále, kde doplnili šestici finalistů, které nechala porota postoupit rovnou do finále. Semifinále se kvůli divadelnímu představení neúčastnila Lucie Bílá. V rámci večera vystoupil Adam Ďurica.
| Pořadí | Výsledek  | Soutěžící              | Žánr/Talent  | Stát      | Rozhodnutí porotců | Rozhodnutí porotců | Rozhodnutí porotců | Rozhodnutí porotců |
| Pořadí | Výsledek  | Soutěžící              | Žánr/Talent  | Stát      | Slávik             | Bílá               | Mórová             | Prachař            |
| ------ | --------- | ---------------------- | ------------ | --------- | ------------------ | ------------------ | ------------------ | ------------------ |
| 1      |           | Five Fellas            | Akrobacie    | Česko     |                    | —                  |                    |                    |
| 2      |           | Růženka Kunstýřová     | Pole Dance   | Česko     |                    | —                  |                    |                    |
| 3      | TOP 4     | Fair Play Crew         | Tanec        | Polsko    |                    | —                  |                    |                    |
| 4      | TOP 4     | Street Workout Skalica | Akrobacie    | Slovensko |                    | —                  |                    |                    |
| 5      |           | Terézia Králíková      | Zpěv         | Slovensko |                    | —                  |                    |                    |
| 6      |           | Olé Trio               | Variety Show | Španělsko |                    | —                  |                    |                    |
| 7      | Finalista | Michal Kruž            | Tanec        | Slovensko |                    | —                  |                    |                    |
| 8      | Finalista | Gyöngyi Bodišová       | Zpěv         | Slovensko |                    | —                  |                    |                    |

## Finále (21. listopadu)
| Legenda | Červený bzučák | Hlas porotce | Vítěz hlasování diváků | 2. vítěz hlasování diváků | 3. vítěz hlasování diváků |

Finále se vysílalo na obou stanic současně a to 21. listopadu 2015. V rámci finálového večera vystoupila porotkyně Lucie Bílá.
| Pořadí | Výsledek | Soutěžící                | Žánr/Talent            | Stát                  | Rozhodnutí porotců | Rozhodnutí porotců | Rozhodnutí porotců | Rozhodnutí porotců |
| Pořadí | Výsledek | Soutěžící                | Žánr/Talent            | Stát                  | Slávik             | Bílá               | Mórová             | Prachař            |
| ------ | -------- | ------------------------ | ---------------------- | --------------------- | ------------------ | ------------------ | ------------------ | ------------------ |
| 1      |          | Mirror Family            | Laser-Dance-Light Show | Slovensko             |                    |                    |                    |                    |
| 2      | 1. místo | Gyöngyi Bodišová         | Zpěv                   | Slovensko             |                    |                    |                    |                    |
| 3      |          | Anette a Yannick         | Akrobacie              | Česko/Německo/Francie |                    |                    |                    |                    |
| 4      | 3. místo | Juraj Hnilica            | Zpěv                   | Slovensko             |                    |                    |                    |                    |
| 5      |          | Roboti                   | Zpěv                   | Česko                 |                    |                    |                    |                    |
| 6      |          | Michal Kruž              | Tanec                  | Slovensko             |                    |                    |                    |                    |
| 7      |          | Jana Šifrová             | Zpěv                   | Slovensko             |                    |                    |                    |                    |
| 8      | 2. místo | Big Names                | Muzikálový zpěv        | Česko/Slovensko       |                    |                    |                    |                    |
| 9      |          | Francisco Rojas Dyvinetz | Tanec                  | Chile                 |                    |                    |                    |                    |
| 10     |          | Filip Jankovič           | Tanec                  | Česko                 |                    |                    |                    |                    |

## Sledovanost
Pátá řada je vysílána jinak na české Primě a i na slovenské JOJce, jsou proto uvedeny premiéry dílů pro jednotlivé státy.
| #  | Epizoda                      | Datum premiéry Česko | Datum premiéry Slovensko | Sledovanost Česko | Sledovanost Česko | Sledovanost Slovensko | Sledovanost Slovensko | Sledovanost Slovensko |
| #  | Epizoda                      | Datum premiéry Česko | Datum premiéry Slovensko | 15+               | Ref.              | 12+                   | 12-54                 | Ref.                  |
| -- | ---------------------------- | -------------------- | ------------------------ | ----------------- | ----------------- | --------------------- | --------------------- | --------------------- |
| 1  | Castingy 1                   | 3. září 2015         | 1. září 2015             | 400 000           | [ 12 ]            | 740 000               | 475 000               | [ 13 ]                |
| 2  | Castingy 2                   | 5. září 2015         | 2. září 2015             | 556 000           | [ 14 ]            | 617 000               | 421 000               | [ 13 ]                |
| 3  | Castingy 3                   | 10. září 2015        | 9. září 2015             | 547 000           | [ 15 ]            | 564 000               | 344 000               | [ 16 ]                |
| 4  | Castingy 4                   | 12. září 2015        | 12. září 2015            | 609 000           | [ 17 ]            | —                     | 385 000               | [ 18 ]                |
| 5  | Castingy 5                   | 17. září 2015        | 16. září 2015            | 540 000           | [ 19 ]            | 636 000               | 376 000               | [ 20 ]                |
| 6  | Castingy 6                   | 19. září 2015        | 19. září 2015            | 674 000           | [ 21 ]            | 578 000               | 377 000               | [ 22 ]                |
| 7  | Castingy 7                   | 26. září 2015        | 23. září 2015            | 637 000           | [ 23 ]            | —                     | 374 000               | [ 24 ]                |
| 8  | Castingy 8                   | 3. října 2015        | 30. září 2015            | 702 000           | [ 25 ]            | —                     | 368 000               | [ 26 ]                |
| 9  | Castingy 9                   | 10. října 2015       | 7. října 2015            | 718 000           | [ 27 ]            | —                     | 346 000               | [ 28 ]                |
| 10 | Castingy 10                  | 17. října 2015       | 14. října 2015           | 479 000           | [ 29 ]            | 647 000               | 367 000               | [ 30 ] [ 31 ]         |
| 11 | Castingy 11                  | 24. října 2015       | 21. října 2015           | 589 000           | [ 32 ]            | —                     | 393 000               | [ 33 ]                |
| 12 | Castingy 12                  | 31. října 2015       | 28. října 2015           | 472 000           | [ 34 ]            | —                     | 406 000               | [ 35 ]                |
| 13 | Castingy 13                  | 7. listopadu 2015    | 4. listopadu 2015        | 615 000           | [ 36 ]            | —                     | 413 000               | [ 37 ]                |
| 14 | Velký třesk                  | 14. listopadu 2015   | 11. listopadu 2015       | 426 000           | [ 38 ]            | —                     | 359 000               | [ 35 ]                |
| 15 | Semifinále                   | 19. listopadu 2015   | 18. listopadu 2015       | 412 000           | [ 39 ]            | 546 000               | 365 000               | [ 37 ]                |
| 16 | Semifinále – rozhodnutí      | 19. listopadu 2015   | 18. listopadu 2015       | 285 000           | [ 39 ]            | 546 000               | 365 000               | [ 37 ]                |
| 17 | Finále                       | 21. listopadu 2015   | 21. listopadu 2015       | 672 000           | [ 40 ]            | 623 000               | 433 000               | [ 35 ]                |
| 18 | Finále – rozhodnutí          | 21. listopadu 2015   | 21. listopadu 2015       | 636 000           | [ 40 ]            | 511 000               | 355 000               | [ 35 ]                |
| 19 | Česko Slovensko má SILVESTRA | 31. prosince 2015    |                          |                   |                   |                       |                       |                       |